# Charles Bennett (Leichtathlet)
Charles Bennett (* 9. Dezember 1871 in Burley, Hampshire; † 18. Dezember 1948 in Kinson) war ein britischer Leichtathlet und Olympiasieger. Von Beruf war er Lokomotivführer. Sportlich war er einer der besten Athleten im Mittelstreckenlauf seiner Zeit.

## Karriere
1897 gewann Bennett bei den Meisterschaften der Amateur Athletic Association (AAA), was den britischen Meisterschaften entsprach, den Lauf über 4 Meilen. Er wiederholte diesen Erfolg 1898 und erneut 1899. In dem Jahr errang er zwei weitere Titel über zehn Meilen und im Crosslauf. 1900 war sein sportlich erfolgreichstes Jahr. Es begann mit dem erneuten Gewinn des Titels im Crosslauf und über 1 Meile.
Bei den Olympischen Spielen 1900 in Paris wurde er zweifacher Olympiasieger. Seinen ersten Sieg errang er am 15. Juli im 1500-Meter-Lauf, vor dem Franzosen Henri Deloge und dem US-Amerikaner John Bray. Er beendete diesen Lauf mit der Weltrekordzeit von 4:06,0 min. Damit war er der erste britische Olympiasieger in der Leichtathletik.
Im weiteren Verlauf der Spiele gewann er im gemeinsamen britisch-australischen Team eine weitere Goldmedaille im 5000-Meter-Mannschaftslauf, zusammen mit seinen Teamkollegen John Rimmer, Sidney Robinson, Alfred Tysoe und dem Australier Stan Rowley, vor dem Team aus Frankreich. Diesen Lauf, in dem alle Läufer einer Mannschaft gemeinsam an den Start gingen und die Teamwertung über die Platzziffer entschieden wurde, gewann Bennett mit 15:20,0 min, womit er seinen zweiten Weltrekord bei den Spielen aufstellte.
Ein weiterer Erfolg gelang ihm im 4000-Meter-Hindernislauf, wo er den zweiten Platz zwischen seinen Landsleuten John Rimmer und Sidney Robinson erzielen konnte.
Platzierungen bei Olympischen Spielen:
- II. Olympische Spiele 1900, Paris
  - 1500 m – Gold mit 4:06,2 min (Silber an Henri Deloge aus Frankreich mit 4:06,6 min; Bronze an John Bray aus den USA mit 4:07,2 min)
  - 5000 m Mannschaft – Gold im Mixed Team (Silber an Frankreich)
  - 4000 m Hindernis – Silber mit 12:58,6 min (Gold an John Rimmer aus dem Vereinigten Königreich mit 12:58,4 min; Bronze an Sidney Robinson aus dem Vereinigten Königreich mit 12:58,8 min)

Anmerkung: Mit Ausnahme der Zeit des Siegers sind die Laufzeiten geschätzt, da es für die Platzierten keine Zeitmessung gab. Bei ihnen wurde der Rückstand auf den Sieger oder Vorplatzierten mit einer Längenangabe festgestellt.
Es gibt keine verwertbaren biografischen Aufzeichnungen über Charles Bennett nach den Spielen von Paris. Sein Todestag wird allerdings in den meisten Veröffentlichungen mit dem 9. März 1949 falsch publiziert, wie der Grabstein auf dem Friedhof in Kinson (Stadtteil von Bornemouth) beweist.